# Cratere Vitruvius
Vitruvius è un cratere lunare di 30,94 km situato nella parte nord-orientale della faccia visibile della Luna.